# Futari Saison
„Futari Saison” (jap. 二人セゾン Futari Sezon) – trzeci singel japońskiego zespołu Keyakizaka46, wydany w Japonii 30 listopada 2016 roku przez Sony Records.
Singel został wydany w czterech edycjach: regularnej (CD) i trzech CD+DVD (Type-A, Type-B, Type-C). Osiągnął 1 pozycję w rankingu Oricon i pozostał na liście przez 101 tygodni. Zdobył status podwójnej platynowej płyty.

## Lista utworów
Wszystkie utwory zostały napisane przez Yasushiego Akimoto.

### Type-A
| CD | CD                                                                       | CD                  | CD                 | CD      |
| Nr | Tytuł utworu                                                             | Kompozycja          | Aranżacja          | Długość |
| -- | ------------------------------------------------------------------------ | ------------------- | ------------------ | ------- |
| 1. | „Futari Saison” (jap. 二人セゾン)                                        | SoichiroK, Nozomu.S | Soulife            | 4:48    |
| 2. | „Otona wa shinjite kurenai” (jap. 大人は信じてくれない)                  | Masayoshi Kawabata  | Masayoshi Kawabata | 3:31    |
| 3. | „Seifuku to taiyō” (jap. 制服と太陽)                                     | aokado              | aokado             | 4:10    |
| 4. | „Futari Saison” (jap. 二人セゾン) (off vocal ver.)                       | SoichiroK, Nozomu.S | Soulife            | 4:48    |
| 5. | „Otona wa shinjite kurenai” (jap. 大人は信じてくれない) (off vocal ver.) | Masayoshi Kawabata  | Masayoshi Kawabata | 3:31    |
| 6. | „Seifuku to taiyō” (jap. 制服と太陽) (off vocal ver.)                    | aokado              | aokado             | 4:10    |

| DVD | DVD                                                                  | DVD     |
| Nr  | Tytuł utworu                                                         | Długość |
| --- | -------------------------------------------------------------------- | ------- |
| 1.  | „Futari Saison” (jap. 二人セゾン) (music video)                      | 5:27    |
| 2.  | „Otona wa shinjite kurenai” (jap. 大人は信じてくれない) music video) | 3:48    |
| 3.  | „Oda Nana” (jap. 織田奈那)                                           | 7:56    |
| 4.  | „Koike Minami” (jap. 小池美波)                                       | 8:08    |
| 5.  | „Saitō Fuyuka” (jap. 齋藤冬優花)                                     | 7:11    |
| 6.  | „Habu Mizuho” (jap. 土生瑞穂)                                        | 6:57    |
| 7.  | „Hirate Yurina” (jap. 平手友梨奈)                                    | 5:05    |
| 8.  | „Moriya Akane” (jap. 守屋茜)                                         | 3:14    |
| 9.  | „Yonetani Nanami” (jap. 米谷奈々未)                                  | 7:11    |
| 10. | „Watanabe Rika” (jap. 渡辺梨加)                                      | 6:53    |

### Type-B
| CD | CD                                                                          | CD                      | CD                   | CD      |
| Nr | Tytuł utworu                                                                | Kompozycja              | Aranżacja            | Długość |
| -- | --------------------------------------------------------------------------- | ----------------------- | -------------------- | ------- |
| 1. | „Futari Saison” (jap. 二人セゾン)                                           | SoichiroK, Nozomu.S     | Soulife              | 4:48    |
| 2. | „Otona wa shinjite kurenai” (jap. 大人は信じてくれない)                     | Masayoshi Kawabata      | Masayoshi Kawabata   | 3:31    |
| 3. | „Dare yori mo takaku tobe!” (jap. 誰よりも高く跳べ!) (wyk. Hiragana Keyaki) | Kami Kaoru, doubleglass | Yūichi "Masa" Nonaka | 4:43    |
| 4. | „Futari Saison” (jap. 二人セゾン) (off vocal ver.)                          | SoichiroK, Nozomu.S     | Soulife              | 4:48    |
| 5. | „Otona wa shinjite kurenai” (jap. 大人は信じてくれない) (off vocal ver.)    | Masayoshi Kawabata      | Masayoshi Kawabata   | 3:31    |
| 6. | „Dare yori mo takaku tobe!” (jap. 誰よりも高く跳べ!) (off vocal ver.)       | Kami Kaoru, doubleglass | Yūichi "Masa" Nonaka | 4:43    |

| DVD | DVD                                                               | DVD     |
| Nr  | Tytuł utworu                                                      | Długość |
| --- | ----------------------------------------------------------------- | ------- |
| 1.  | „Futari Saison” (jap. 二人セゾン) (music video)                   | 5:27    |
| 2.  | „Dare yori mo takaku tobe!” (jap. 誰よりも高く跳べ!) music video) | 4:48    |
| 3.  | „Ishimori Nijika” (jap. 石森虹花)                                 | 5:06    |
| 4.  | „Imaizumi Yui” (jap. 今泉佑唯)                                    | 8:01    |
| 5.  | „Ozeki Rika” (jap. 尾関梨香)                                      | 7:43    |
| 6.  | „Kobayashi Yui” (jap. 小林由依)                                   | 6:55    |
| 7.  | „Satō Shiori” (jap. 佐藤詩織)                                     | 4:01    |
| 8.  | „Sugai Yūka” (jap. 菅井友香)                                      | 5:38    |
| 9.  | „Suzumoto Miyu” (jap. 鈴本美愉)                                   | 7:11    |
| 10. | „Harada Aoi” (jap. 原田葵)                                        | 4:33    |

### Type-C
| CD | CD                                                                       | CD                  | CD                 | CD      |
| Nr | Tytuł utworu                                                             | Kompozycja          | Aranżacja          | Długość |
| -- | ------------------------------------------------------------------------ | ------------------- | ------------------ | ------- |
| 1. | „Futari Saison” (jap. 二人セゾン)                                        | SoichiroK, Nozomu.S | Soulife            | 4:48    |
| 2. | „Otona wa shinjite kurenai” (jap. 大人は信じてくれない)                  | Masayoshi Kawabata  | Masayoshi Kawabata | 3:31    |
| 3. | „Bokutachi no sensō” (jap. 僕たちの戦争) (wyk. Five Cards)               | Bugbear             | Mine Kushita       | 4:15    |
| 4. | „Futari Saison” (jap. 二人セゾン) (off vocal ver.)                       | SoichiroK, Nozomu.S | Soulife            | 4:48    |
| 5. | „Otona wa shinjite kurenai” (jap. 大人は信じてくれない) (off vocal ver.) | Masayoshi Kawabata  | Masayoshi Kawabata | 3:31    |
| 6. | „Bokutachi no sensō” (jap. 僕たちの戦争) (off vocal ver.)                | Bugbear             | Mine Kushita       | 4:15    |

| DVD | DVD                                                   | DVD     |
| Nr  | Tytuł utworu                                          | Długość |
| --- | ----------------------------------------------------- | ------- |
| 1.  | „Futari Saison” (jap. 二人セゾン) (music video)       | 5:27    |
| 2.  | „Bokutachi no sensō” (jap. 僕たちの戦争) music video) | 4:14    |
| 3.  | „Uemura Rina” (jap. 上村莉菜)                         | 7:58    |
| 4.  | „Shida Manaka” (jap. 志田愛佳)                        | 5:20    |
| 5.  | „Nagasawa Nanako” (jap. 長沢菜々香)                   | 3:23    |
| 6.  | „Watanabe Risa” (jap. 渡邉理佐)                       | 4:40    |
| 7.  | „Nagahama Neru” (jap. 長濱ねる)                       | 7:16    |
| 8.  | „Hiragana Keyaki” (jap. けやき坂46)                   | 20:32   |

### Edycja regularna
| CD | CD                                                                       | CD                              | CD                                                       | CD      |
| Nr | Tytuł utworu                                                             | Kompozycja                      | Aranżacja                                                | Długość |
| -- | ------------------------------------------------------------------------ | ------------------------------- | -------------------------------------------------------- | ------- |
| 1. | „Futari Saison” (jap. 二人セゾン)                                        | SoichiroK, Nozomu.S             | Soulife                                                  | 4:48    |
| 2. | „Otona wa shinjite kurenai” (jap. 大人は信じてくれない)                  | Masayoshi Kawabata              | Masayoshi Kawabata                                       | 3:31    |
| 3. | „Yūhi 1/3” (jap. 夕陽1/3) (wyk. TechiNeruYuichans)                       | Akira Sunset, Takashi Yamaguchi | Akira Sunset, Takashi Yamaguchi, Naoki Endō, Kaho Suzuki | 4:49    |
| 4. | „Futari Saison” (jap. 二人セゾン) (off vocal ver.)                       | SoichiroK, Nozomu.S             | Soulife                                                  | 4:48    |
| 5. | „Otona wa shinjite kurenai” (jap. 大人は信じてくれない) (off vocal ver.) | Masayoshi Kawabata              | Masayoshi Kawabata                                       | 3:31    |
| 6. | „Yūhi 1/3” (jap. 夕陽1/3) (off vocal ver.)                               | Akira Sunset, Takashi Yamaguchi | Akira Sunset, Takashi Yamaguchi, Naoki Endō, Kaho Suzuki | 4:49    |

## Skład zespołu
| „Futari Saison” |
| --- |
| - Kanji Keyaki: Nijika Ishimori, Yui Imaizumi, Rina Uemura, Rika Ozeki, Nana Oda, Minami Koike, Yui Kobayashi, Fuyuka Saitō, Shiori Satō, Manaka Shida, Yūka Sugai, Miyu Suzumoto, Nanako Nagasawa, Mizuho Habu, Aoi Harada, Yurina Hirate (środek), Akane Moriya, Nanami Yonetani, Rika Watanabe, Risa Watanabe - Hiragana Keyaki: Neru Nagahama |

| „Otona wa shinjite kurenai” |
| --- |
| - Kanji Keyaki: Nijika Ishimori, Yui Imaizumi, Rina Uemura, Rika Ozeki, Nana Oda, Minami Koike, Yui Kobayashi, Fuyuka Saitō, Shiori Satō, Manaka Shida, Yūka Sugai, Miyu Suzumoto, Nanako Nagasawa, Mizuho Habu, Aoi Harada, Yurina Hirate (środek), Akane Moriya, Nanami Yonetani, Rika Watanabe, Risa Watanabe - Hiragana Keyaki: Neru Nagahama |

| „Seifuku to taiyō” |
| --- |
| - Kanji Keyaki: Nijika Ishimori, Yui Imaizumi, Rina Uemura, Rika Ozeki, Nana Oda, Minami Koike, Yui Kobayashi, Fuyuka Saitō, Shiori Satō, Manaka Shida, Yūka Sugai, Miyu Suzumoto, Nanako Nagasawa, Mizuho Habu, Aoi Harada, Yurina Hirate (środek), Akane Moriya, Nanami Yonetani, Rika Watanabe, Risa Watanabe - Hiragana Keyaki: Neru Nagahama |

| „Dare yori mo takaku tobe!” |
| --- |
| - Hiragana Keyaki: Mao Iguchi, Sarina Ushio, Memi Kakizaki (środek), Yūka Kageyama, Shiho Katō, Kyōko Saitō, Kumi Sasaki, Mirei Sasaki, Mana Takase, Ayaka Takamoto, Neru Nagahama (środek), Mei Higashimura |

| „Bokutachi no sensō”                                                                                      |
| --- |
| - Kanji Keyaki: Rina Uemura, Nanako Nagasawa, Mizuho Habu, Rika Watanabe (środek), Risa Watanabe (środek) |

| „Yūhi 1/3” |
| --- |
| - Kanji Keyaki: Yui Imaizumi, Yui Kobayashi, Yurina Hirate (środek) - Hiragana Keyaki: Neru Nagahama (środek) |

## Notowania
| Lista                             | Pozycja |
| --------------------------------- | ------- |
| Oricon Weekly Singles Chart       | 1       |
| Oricon Yearly Singles Chart       | 11      |
| Billboard Japan Hot 100           | 1       |
| Billboard Japan Hot Singles Sales | 1       |

## Sprzedaż
| Dane wg         | Sprzedaż |
| --------------- | -------- |
| Oricon          | 620 705  |
| Billboard Japan | 685 018+ |